# Siamionauka (rejon kormański)
Siamionauka (biał. Сямёнаўка; ros. Семёновка, Siemionowka) – wieś na Białorusi, w obwodzie homelskim, w rejonie kormańskim, w sielsowiecie Karoćki.